# 許樂三
許樂三（？—？），福建浯江後浦（今金門縣金城鎮）人:5，曾在乾隆五十一年（1786年）時與日茂行林振嵩等人一同主持鹿港龍山寺的遷建工程:4。其在鹿港的宅邸在嘉慶十年（1805年）時捐出改建為浯江館（後改稱金門館）。
關於其來歷，《增修金門縣志》曾引述《竹畦文抄》，記載說許樂三是後浦人，東遊臺灣後，念同鄉標兵來臺並無棲所，便將其住居捐出（即金門館），後來林爽文事件時曾募集鄉勇隨官軍行動，後來因功獲授六品職銜:5。
一說他可能是乾隆五十一年（1786年）來臺處理林爽文事件的福康安之幕僚，乾隆五十三年（1788年）隨軍離臺，留下他帶來的族侄許克京在鹿港發展。由於僅在鹿港短暫停留，故僅在〈重修龍山寺記〉等少數碑文見其名姓:5。